# Jagadish Shettar

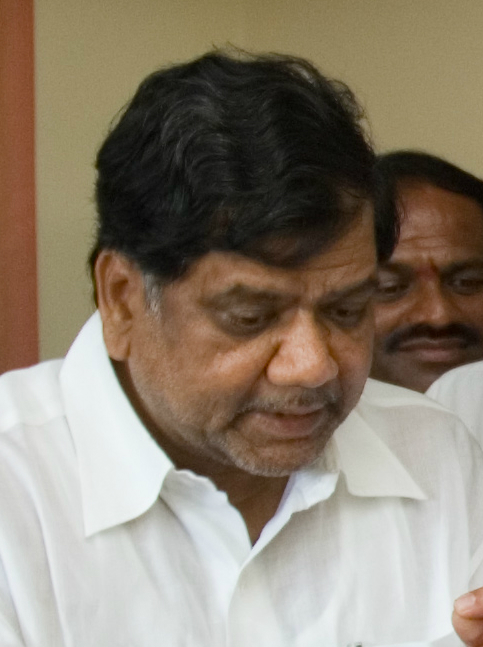
Jagadish Shettar (2006)

Jagadish Shettar (Kannada: ಜಗದೀಶ್ ಶೆಟ್ಟರ್‎; * 17. Dezember 1955 in Kerur, Distrikt Bagalkot) ist ein indischer Politiker der hindunationalistischen Partei Bharatiya Janata Party (BJP). Er war von Juli 2012 bis Mai 2013 Chief Minister (Regierungschef) des Bundesstaates Karnataka.

## Biografie
Jagadish Shettar wurde am 17. Dezember 1955 im Dorf Kerur nahe Badami im heutigen Distrikt Bagalkot im Norden Karnatakas geboren. Er ist Hindu und gehört zu den Lingayat, einer in Karnataka weit verbreiteten und politisch einflussreichen Kaste. Sein Vater S. S. Shettar war Rechtsanwalt, politisch aktiv im Bharatiya Jana Sangh, der Vorgängerpartei der BJP, und Bürgermeister der Stadt Hubballi-Dharwad. Auch Jagadish Shettars Onkel Sadashiv Shettar war im Bharatiya Jana Sangh aktiv und wurde 1967 in das Parlament des Bundesstaates Mysore (heute Karnataka) gewählt. Jagadish Shettar machte zunächst einen Bachelor-Abschluss in Wirtschaftswissenschaft und anschließend einen Bachelor of Laws in Hubballi (Hubli). Er hat 20 Jahre Berufserfahrung als Rechtsanwalt. Aus einer 1984 geschlossenen Ehe gingen zwei Söhne hervor.
Jagadish Shettar begann seine politische Karriere in der BJP-nahen Studierendenorganisation Akhil Bharatiya Vidyarthi Parishad. Außerdem war er Mitglied der hindunationalistischen Kaderorganisation Rashtriya Swayamsevak Sangh (RSS). 1994 wurde Jagadish Shettar erstmals bei den Bundesstaatswahlen in Karnataka für die BJP im Wahlkreis Hubli Rural in die Legislative Assembly (das Unterhaus des Bundesstaatsparlaments) gewählt. Bei den Wahlen 1999, 2004, 2008 und 2013 verteidigte er seinen Wahlkreis. Von 1999 bis 2004 war Shettar Oppositionsführer in der Legislative Assembly. 2005 wurde er Vorsitzender der BJP in Karnataka. Als die BJP 2006 ein Regierungsbündnis mit der Partei Janata Dal (Secular) einging, bekleidete Jagadish Shettar das Amt des Finanzministers. Nachdem die Koalition bald darauf zerbrochen und die BJP aus der fälligen Neuwahl mit einer Mehrheit hervorgegangen war, wurde Jagadish Shettar 2008 zunächst zum Parlamentssprecher gewählt und dann am 17. November 2009 zum Minister für ländliche Entwicklung und Panchayati Raj in der BJP-Regierung B. S. Yeddyurappas ernannt.
Nachdem der Chief Minister B. S. Yeddyurappa 2011 wegen eines Korruptionsskandals zurücktreten musste, war Jagadish Shettar einer der Kandidaten für seine Nachfolge. Letztlich setzte sich D. V. Sadananda Gowda mit der Unterstützung Yeddyurappas im parteiinternen Machtkampf durch und wurde von der BJP-Fraktion zum Nachfolger des zurückgetretenen Chief Ministers bestimmt. Jagadish Shettar behielt auch in der Regierung Sadananda Gowdas sein Ministeramt bei. Als B. S. Yeddyurappa im März 2012 von den Korruptionsvorwürfen freigesprochen wurde und sich anschickte, an die Macht zurückzukehren, widersetzte sich Sadananda Gowda aber dessen Ambitionen. Yeddyurappa übertrug daraufhin seine Unterstützung auf Jagadish Shettar. Es folgte eine parteiinterne Krise, in welcher vor allem die Lingayat-Fraktion sich auf die Seite Shettars schlug und Sadananda Gowda schließlich zum Rücktritt zwang. Am 12. Juli 2012 wurde Jagadish Shettar als neuer Chief Minister Karnatakas vereidigt. Seine Amtsperiode dauerte aber nur zehn Monate, da die BJP die folgende Parlamentswahl an die Kongresspartei verlor. Als Reaktion auf die Wahlniederlage reichte Jagadish Shettar am 8. Mai 2013 seinen Rücktritt ein.